# 奇面館の殺人
『奇面館の殺人』（きめんかんのさつじん）は、綾辻行人による日本の推理小説。館シリーズの第九作である。

## あらすじ
1993年3月末、推理作家の鹿谷門実は、以前出会った自分に容姿の似た作家・日向京助からの呼び出しを受け、4月3日から富豪・影山逸史の別荘で開かれる1泊2日の集まりに自分の身代わりとして出席してほしいと依頼される。
会場となる別荘・奇面館を中村青司が手掛けたことを知った鹿谷はその依頼を承諾し、東京都下の僻地にある奇面館へと向かう。
奇面館での集まりには、館の主人である影山逸史と同じ年齢や類似した生年月日といった共通項を持った人物が6人招待されていたが、影山が人の表情と向き合うことに恐怖心を抱いているという理由から、自室以外では秘書やメイドたちは能面で、招待客は頭全体を覆う特別な仮面で顔を隠すようにというルールが設けられていた。
季節外れの大雪という不安材料を抱えながらも奇面館での1日目は何事もなく終わるが、翌朝に影山と見られる頭部と両手の指が欠けた死体が発見され、しかも招待客たちが睡眠薬で眠らされている間に仮面を被らされ、鍵を掛けられて外せなくなっていることが判明する。
大雪によって孤立した奇面館の中で、頭部と指の欠けた死体は本当に影山なのか、仮面によって素顔を晒せなくなった招待客の誰かと入れ替わったりはしていないかという疑念を抱えながら鹿谷たちは事件の謎に挑むこととなる。

## 登場人物
- 鹿谷を除く招待客は、地の文では主にそれぞれが被っている仮面の種類で呼ばれている。

影山 逸史（かげやま いつし）
現在の奇面館の主人。「表情から互いの感情を推し量る」という行為に嫌悪や恐怖心を抱いており、人前では基本的に＜祈りの仮面＞という仮面で顔を隠し、対面する相手の顔も仮面で隠すようにルールを設けている。
＜歓びの仮面＞
「S企画」という会社の社長。姓名判断の結果を元に下の名前を表向き「創馬」と改名しているため、「社長」「創馬社長」という通称で呼ばれている。
＜驚きの仮面＞
忍田天空（おした てんくう）の名前で活動するマジシャン。
＜嘆きの仮面＞
小栗虫太郎の小説「黒死館殺人事件」の登場人物である「降矢木算哲」の生まれ変わりを自称している変わり者で、「教授」「算哲教授」と呼ばれている。
＜懊悩の仮面＞
設計士。クリスチャンであり、館の中では洗礼名の「ミカエル」と呼ばれている。
＜怒りの仮面＞
兵庫県警の警察官。元捜査一課の刑事だが捜査中に左足に怪我を追って後遺症が残ったことから閑職に回された。通称はヤマさん。
新月 瞳子（にいづき とうこ）
メイド。薬学部の大学生で、影山家に仕えている叔母が切迫流産の危険で緊急入院したため、その紹介で代理のメイドとして雇われた。
鬼丸 光秀（おにまる みつひで）
影山の秘書。
長宗我部（ちょうそかべ）
奇面館の管理人。
鹿谷 門実（ししや かどみ）
推理作家。日向京助の身代わりとして奇面館を訪れた。与えられた仮面は＜哄笑の仮面＞。
日向 京助（ひゅうが きょうすけ）
主に怪奇幻想小説を執筆している駆け出しの作家。容姿が鹿谷によく似ており、突発性難聴の治療のために集まりへの参加が不可能になったことから鹿谷に身代わりを依頼した。
かつて別の筆名でフリーライターをしていた時に奇面館を建てた影山透一を取材したことがあり、その際に息子の逸史とも会っている。

## 書籍情報
- 講談社ノベルス：2012年1月6日発行、ISBN 4-06-182738-3
- 講談社文庫：2015年4月15日発行、上巻 ISBN 4-06-293083-8 下巻 ISBN 4-06-293084-6

## 館シリーズ
- 十角館の殺人（1987年9月）
- 水車館の殺人（1988年2月）
- 迷路館の殺人（1988年9月）
- 人形館の殺人（1989年4月）
- 時計館の殺人（1991年9月）
- 黒猫館の殺人（1992年4月）
- 暗黒館の殺人（2004年9月）
- びっくり館の殺人（2006年3月）
- 奇面館の殺人（2012年1月）